# Giorgio Agostinelli
Giorgio Agostinelli (Mantova, 26 novembre 1900 – Bolzano, 3 ottobre 1968) è stato un calciatore italiano, di ruolo attaccante.

## Biografia
Giorgio Agostinelli era il padre del calciatore Romano Agostinelli, nato durante la permanenza di Giorgio in riva al Lario nelle file della Comense.

## Carriera
Giocò da ragazzino le sue prime partite contro i militari inglesi in convalescenza nell'ospedale locale all'epoca della prima guerra mondiale. Preciso nel tiro ed abile nella rovesciata, militò in massima serie con il Mantova a partire dal 1919-1920, diventando subito titolare; con i virgiliani giocò anche nelle stagioni 1920-1921 e 1921-1922.
A partire dal campionato 1922-1923 disputò nel corso di tre anni in Prima Divisione 64 gare e mise a segno 23 reti.
Si distinse con la maglia dei virgiliani nella stagione 1921-1922, durante la quale fu capocannoniere della squadra con 19 reti, tra cui una alla Juventus e tre, nelle due gare disputate, al Milan.
Dopo aver lasciato il Mantova nel 1927, militò per due anni nella Comense in Prima Divisione Nord. Nel 1930 passò al Legnano.
Chiuse la carriera nel 1930-1931 con la maglia della Salernitana, con la quale collezionò 24 presenze e 6 reti.

## Palmarès

### Club

#### Competizioni nazionali
- Seconda Divisione: 1

Mantova: 1923-1924